# 青沙公路

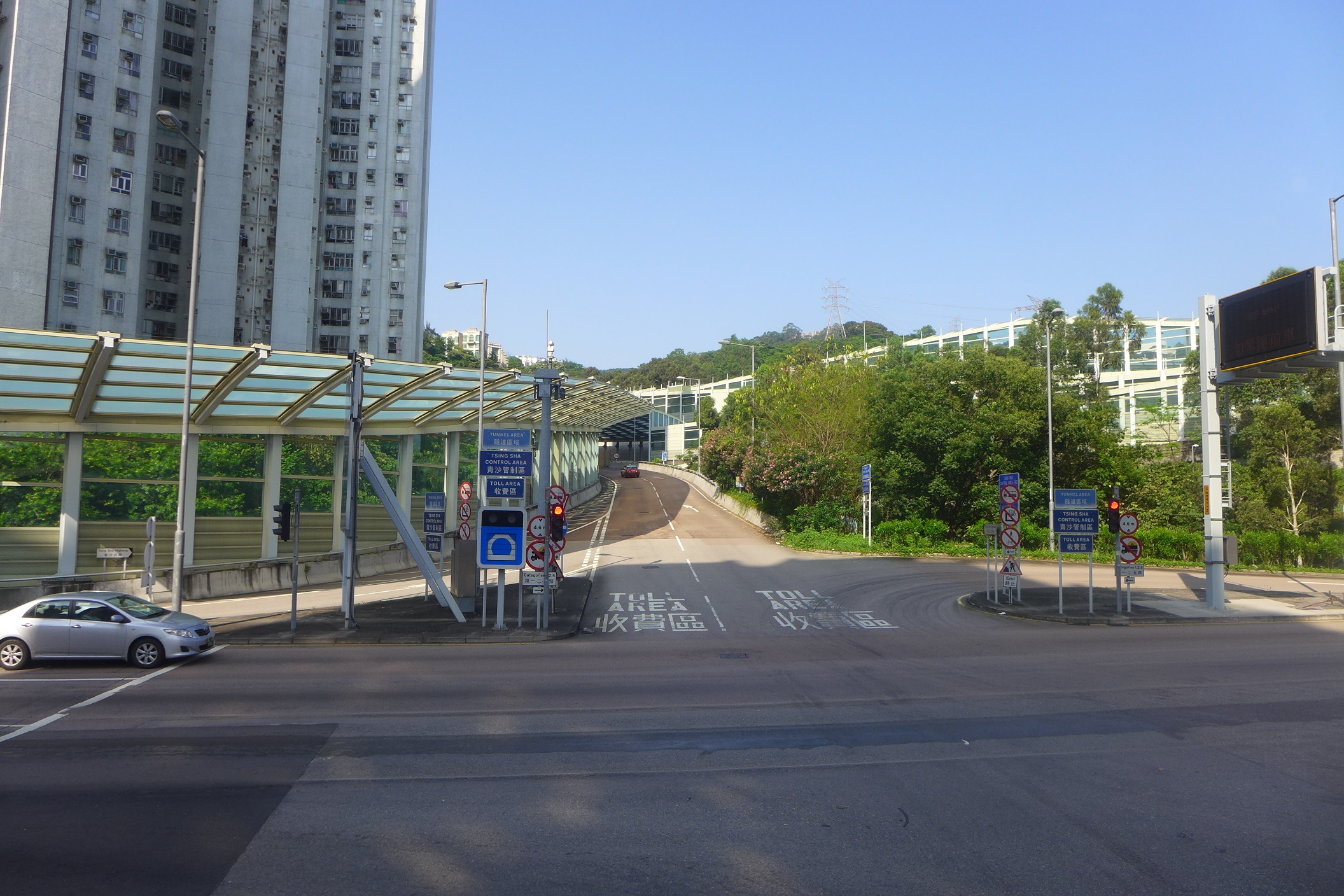
大圍美田路入口

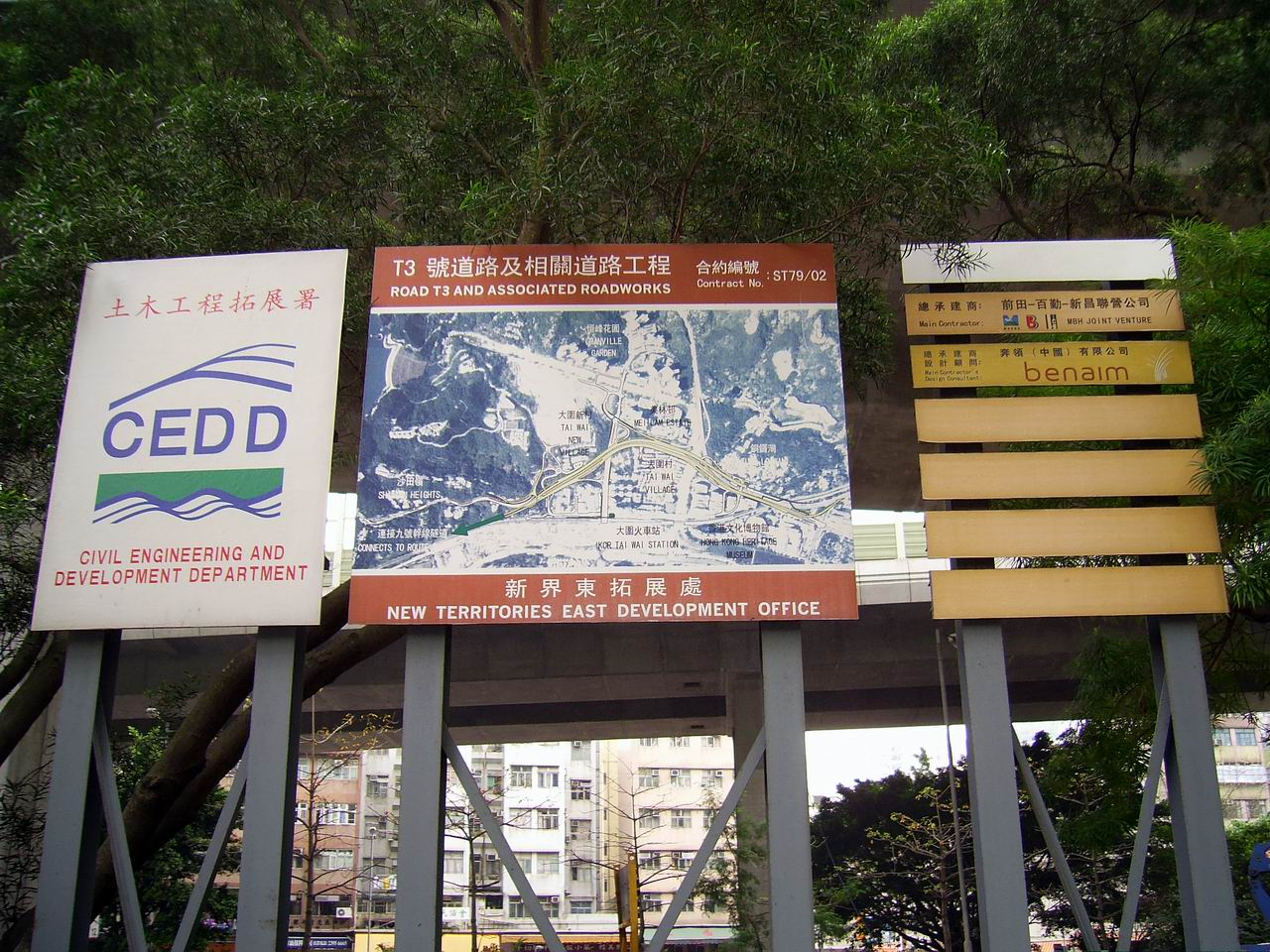
T3號道路及相關道路工程

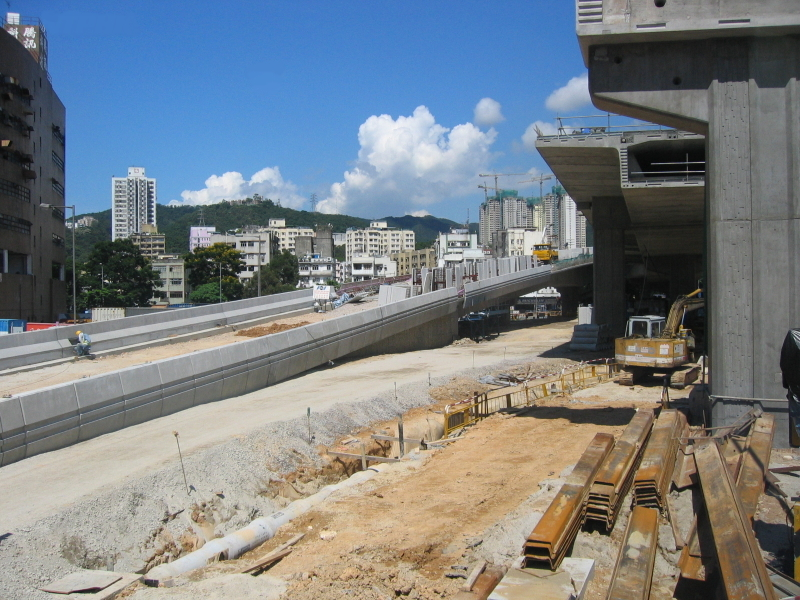
T3號道路工程（2005年7月）

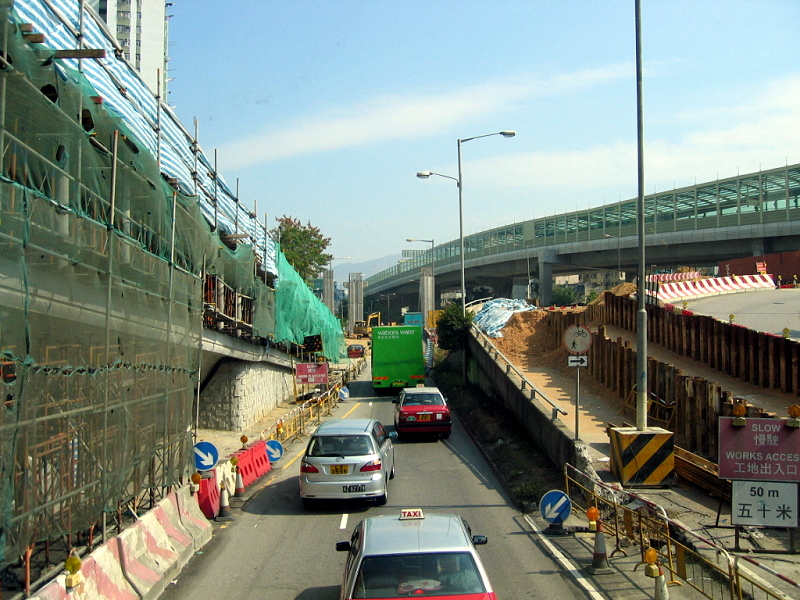
T3號道路工程（2006年1月）

青沙公路（英語：Tsing Sha Highway）是位於香港一條連接青衣及沙田（經昂船洲及長沙灣）的快速公路，為8號幹線的一部份，由大圍隧道、沙田嶺隧道、尖山隧道、昂船洲大橋、南灣隧道及多組高架道路組成。在香港早期規劃中，幹道稱為16號幹線，屬青沙管制區範圍，管制區人員獲授權執行《青沙管制區條例》。
青沙公路分多個階段啟用，最先啟用的是2005年11月24日大圍段南行（大埔公路－沙田段至大埔公路－沙田嶺段），沙田大圍隧道至長沙灣路段於2008年3月21日早上7時正式啟用。長沙灣至青衣之間的一段則於2009年12月20日通車。
青沙公路西端為葵青區青衣長青公路；而東端則為沙田區大埔公路－沙田段與城門隧道公路的交界，並連接9號幹線，駕駛者可沿9號幹線前往沙田市中心、大埔和北區，因此青沙公路成為新界東另一主要幹道，並為貨櫃車司機提供另一條道路前往葵涌貨櫃碼頭，紓緩獅子山隧道、大埔公路、城門隧道及大老山隧道的交通壓力。但由於大埔公路－沙田段近沙田市中心為連接城門隧道公路、青沙公路及大埔公路往市區的交匯處，形成「樽頸」地帶，當局已提醒駕駛人士必須預早選定行車線，可是交匯處仍舊是交通擠塞黑點，繁忙時間車龍延伸至中大二號橋橋底。

## 公路定線
青沙公路連接青衣至沙田，西接青衣西北交匯處，經昂船洲大橋至深水埗區昂船洲至沙田區城門隧道公路；青沙公路以下數組道路組成：
- 在青衣西北交匯處的一段長青公路以及南灣隧道；
- 在青衣南部上空通過的高架道路，接駁昂船洲大橋；
- 在昂船洲、荔枝角上空通過的高架道路，接駁荔灣交匯處，更跨越呈祥道；
- 位於蝴蝶谷的引道（Slip Road C1）以及穿越尖山的尖山隧道；
- 位於沙田嶺的引道及收費廣場，連接穿越沙田嶺的沙田嶺隧道；
- 一段連接沙田高架路段的隧道引道，稱為大圍隧道；
- 跨越大埔公路大圍段上空的高架公路，興建時稱為沙田T3主幹道。

### 沙田高架路段
青沙公路位於沙田的高架公路路段，建築時稱為「沙田T3號主幹道路」，坊間普遍稱為「沙田T3主幹道」。
本路段由大圍隧道東端出口開始，以高架公路型式，跨越大埔公路大圍段上空，終點為於大埔公路沙田段及城門隧道公路的交界處，連接9號幹線。
此段由前田建設、百勤及新昌營造聯營承建。
為方便沙田圍、美林及大圍一帶使用，本路段：
- 於美田路近美楓樓設有入口連接公路北行線；
- 於成全路及大埔公路交界前，設有入口連接公路南行線；
- 公路南行線於積運街設有出口。

### 大圍隧道
大圍隧道，為青沙公路的一部份，連接沙田嶺隧道及沙田高架路段，以地面密封結構方式興建，穿越大埔公路大圍段下面，屬於青沙管制區的管理範圍。
大圍隧道全長600米，行車隧道內每隔200米設有安全通道共3個。由於大圍隧道東面連接9號幹線，因此大圍隧道成為西九龍及葵青貨櫃碼頭經8號幹線前往沙田市中心、火炭、大埔及北區等的主要幹道。
如使用車公廟路出入口，則不會途經大圍隧道。

### 車公廟路出口
青沙公路車公廟路入口（Slip Road E）及出口（Slip Road F），工程時曾經稱為車公廟路引道（現時為青沙公路的一部分），連接大圍顯田車公廟路及沙田嶺隧道沙田入口，以高架道路方式興建，並跨越港鐵東鐵綫、屯馬綫軌道及港鐵大圍車廠。
由於青沙公路車公廟路出口東端連接交通繁忙的紅梅谷路及車公廟路交匯處，相信青沙公路全段通車後將有效分流大圍、圓洲角及馬鞍山前往西九龍或葵涌貨櫃碼頭的車輛使用沙田嶺隧道，舒緩獅子山隧道的交通壓力。

### 沙田嶺隧道
沙田嶺隧道全長1,000米，穿越沙田嶺地底，隧道內每隔100米設有相通的安全通道共10個。隧道東面接駁大圍隧道及青沙公路大圍入口（S1 CrossOver），西面出口與位於沙田嶺的青沙公路行政大樓（地址為青沙公路668號）、收費廣場和青沙轉車站相連。

### 尖山隧道
尖山隧道全長2,100米，穿過尖山，出口為沙田區/葵青區/深水埗區蝴蝶谷，連接荔枝角高架道路。隧道為上、下行雙管形式，每條管道闊18米、高11米。隧道內每隔100米設有相連的安全通道共21個。並在隧道南端出口前，開挖一條長550米獨立用作通風及應急通道的隧道，從尖山隧道四號逃生門往上走，可連接至位於大埔公路旁的出口及通風大樓（爾登華庭對面）。
此段與沙田嶺隧道及車公廟路引道，均由中國中鐵-中國建築聯營承建。

### 荔枝角段
從呈祥道起至荔灣交匯處止。往九龍方向有3個主要出口，連貫呈祥道（往荔枝角及葵涌方向）、連翔道及昂船洲。
往新界方向入口有三個，分別位於呈祥道（東行）、青山道（北行）、連翔道及昂船洲。
其中只有往新界方向有青山道入口，而往九龍方向必須駛至連翔道才能離開，前往深水埗區要繞個大圈。

### 昂船洲大橋
穿越昂船洲、葵涌貨櫃碼頭和藍巴勒海峽。

### 南灣隧道
全長1,250米，隧道內每隔100米設有相連通的安全通道共12個，南灣行政大樓位於南灣隧道西行出口（西機樓）下方，須經限制道路（Ramp R）往地面，地址為西草灣路21號南灣行政大樓。

## 出口
| 青沙公路                                  | 青沙公路 | 青沙公路                                       |
| ----------------------------------------- | -------- | ---------------------------------------------- |
| 西行                                      | 出口編號 | 東行                                           |
| 連接城門隧道公路                          |          |                                                |
| 青沙公路起點                              |          | 青沙公路終點                                   |
| 大圍 積運街                               | 1        | 大圍、荃灣 大埔公路－大圍段                    |
| 大埔公路、沙田嶺 大埔公路－沙田嶺段       | 1A       | 不適用                                         |
| 大圍隧道                                  |          |                                                |
| 不適用                                    | 1B       | 顯田 車公廟路                                  |
| 沙田嶺隧道                                |          |                                                |
| 尖山隧道                                  |          |                                                |
| 葵涌、青衣、荃灣 呈祥道                   | 1C       | 不適用                                         |
| 長沙灣、尖沙咀、大角咀、香港（西） 連翔道 | 2A       | 不適用                                         |
| 不適用                                    | 2B       | 尖沙咀、香港 西九龍公路                        |
| 昂船洲 貨櫃碼頭路                         | 2C       | 不適用                                         |
| 不適用                                    | 2D       | 昂船洲、8號貨櫃碼頭、荔枝角、長沙灣 貨櫃碼頭路 |
| 昂船洲大橋                                |          |                                                |
| 青衣、9號貨櫃碼頭 青衣路                  | 3        | 青衣、9號貨櫃碼頭 青衣路                       |
| 南灣隧道                                  |          |                                                |
| 屯門、元朗 長青公路                       | 3A       | 不適用                                         |
| 青沙公路終點                              |          | 青沙公路起點                                   |
| 連接長青公路                              |          |                                                |

## 爭議

### 分流成效成疑
新建的尖山隧道及沙田嶺隧道需要收費，政府曾公佈私家車每程原定收取12元，比城門隧道貴7元。民間監管公共事業聯委會批評新幹線收費過高，只顧收回成本，無法疏導獅子山隧道擠塞，恐怕會重演三條海底隧道流量不平均的局面。但到2008年1月中，卻有不少報章報導運輸及房屋局考慮改為把收費定於任何車輛都只需8元的水平，跟獅子山隧道一致。該建議較受歡迎，認為有助吸引司機使用，分流沙田往九龍的車輛。2008年1月22日，行政會議通過青沙管制區劃一收費8元。直到2014年即通車後6年，尖山隧道車流量雖然比通車初期已增長不少，但只及獅子山隧道的一半，平均每天約47000架次。
青沙公路於荔枝角的出入口對來往西九龍及沙田的駕駛者造成不便，令疏導獅子山隧道車流的效用大打折扣，並造成青沙公路轉車站荒廢問題。西行出口並無連接7號幹線呈祥道東行，而是只連接呈祥道西行，只方便駕駛者前往荔景、葵青區和荃灣區等新界西的地點；東行方向入口亦須由呈祥道東行進入，呈祥道西行駕駛者需於7號幹線出口14E繞圈返回東行方向，才能前往沙田，此設計未能吸引來往九龍塘、深水埗及沙田之車輛改經青沙公路，使分流獅子山隧道的擠塞情況作用未能盡力發揮。同時，青沙公路西行沒有任何直接與3號幹線西九龍公路連接的出口，情況比呈祥道之連接更差劣，車輛須經連翔道或貨櫃碼頭南路，才能間接與西九龍公路連接，未能完全方便車輛由青沙公路西行直達尖沙咀一帶或沿西區海底隧道往港島；同樣地，東行亦沒有從西九龍公路直達的入口，車輛同樣要改經連翔道或葵涌貨櫃碼頭，再取道荔灣交匯處，延長駕駛者由西區海底隧道或尖沙咀一帶前往沙田之路程。公路更完全沒有轉入5號幹線西九龍走廊的出口，由沙田往深水埗一帶需要在荔灣交匯處左轉連翔道再轉入興華街，才能前往荔枝角道；而由西九龍走廊或荔枝角前往沙田的車輛，亦要取道青山公路－葵涌段，才能使用設於蝴蝶谷之入口，前往尖山隧道。
此外，原預計於2000年代興建，連接青沙公路、城門隧道公路及沙田路的沙田T4主幹道因城門河沿岸住宅居民的反對一直未能興建，令城門河以東、馬鞍山新市鎮的車輛未能以直接的道路來往青沙公路，亦令大埔公路－沙田段車流加劇，在上下午繁忙時間大埔公路－沙田段經常擠塞，從而減低了青沙公路的吸引力。
雖然青沙公路能直接前往大嶼山，惟因取道青沙公路比取道城門隧道、象鼻山路、德士古道、青衣北橋及青衣北岸公路路程長約2.3公里，加上城門隧道通行費比尖山隧道及沙田嶺隧道便宜，因此龍運巴士現時只有機場巴士A線取道青沙公路，機場巴士NA和N線大部分相關路綫都沒有取道青沙公路，仍選擇取道城門隧道、象鼻山路、德士古道及青衣北橋來往新界東與大嶼山及香港國際機場。而雖然西九龍公路經青沙公路前往汀九大橋及青馬大橋比取道青葵公路及長青隧道短約0.2公里，惟由於遷就葵青貨櫃碼頭航道，青沙公路在連接昂船洲大橋一段高架路為約3公里的上坡道，爬升至離水面73.5米，比長青橋離水面約二十多米高得多，加上昂船洲大橋在強風管制措施實施時，車速限制會改為每小時50公里，並封閉中線，亦禁止高度超過1.6米車輛、電單車及機動三輪車使用，因此現時只有部分來往香港國際機場的巴士綫途經西段青沙公路，來往東涌新市鎮、來往新界西的巴士綫仍選擇取道3號幹綫。

### 轉車站多年來一直未有使用
8號幹線於青沙公路收費廣場建造大型巴士轉車站，即青沙公路轉車站，不過由於幹線出口設計不利於使用獅子山隧道的巴士路線改經，該轉車站有近7年的時間近乎荒廢，通車首年更完全沒有專利巴士途經。轉車站於2015年1月10日，即尖山隧道及沙田嶺隧道通車後近7年，才正式啟用。現時有城巴88R線（NR88，為新界單向前往香港島的晨早特別班次） 、九巴70S線、九巴81X線、九巴240X線、九巴249X線、九巴270B線、九巴270D線、九巴270P線、九巴272P線、九巴272X線、九巴280X線、九巴286A線、九巴286C線、九巴286D線、九巴286P線、九巴286X線、九巴287X線、A41線、A41P線、A42線、A46線、A47X線、980A線、980X線、981P線、982X線、985線、907B及907C線，合共25條巴士線作為途經尖山隧道及沙田嶺隧道的公共交通。
直至2010年7月26日，第一條途經青沙公路的全新巴士線——九巴249X線終於開辦，來往沙田市中心及青衣鐵路站，成為首條雙向行走青沙公路的巴士線，惟只於星期一至六早晚繁忙時間服務。過去曾有區議員與巴士公司及運輸署商討新增全日巴士線途經青沙公路轉車站，但未見巴士公司有積極行動，並回覆指看不見有需求。
2012年8月下旬起再有2條巴士途經青沙公路。第一條路線是2012年8月27日從舊有182P線改組成的982X線，惟該路線只於星期一至六早上繁忙時間服務。於2012年12月1日，九巴286X線起投入服務，來往顯徑及深水埗，成為首條全日行經青沙公路（沙田段）往來的專利巴士路線。而於2014年8月23日，九巴287X線起投入服務，來往博康邨、佐敦及旺角，成為第二條全日行走青沙公路之專利巴士路線。2015年1日24日，九巴280X線起投入服務，來往穗禾苑及尖沙咀，成為第三條全日行走青沙公路之專利巴士路線。

## 使用量
青沙公路因為連接支路較少，使用量一直較其他前往市區的道路低，啟用多年仍未能有效分流已十分擁擠的獅子山隧道。此外至今仍然較少巴士途經青沙公路，更曾經有長達7年時間沒有巴士在青沙公路轉車站設站，往返市區和新界至今只有8條全日巴士路線（249X、270B、272X、280X、286C、286X、287X、W3，及79X）。往返沙田和青衣的249X線曾駛經大部分青沙公路的路段，但因在九龍經昂船洲大橋的車程較長，最終改為行駛青衣大橋、青葵公路、呈祥道前往青沙公路。大部份往返沙田和香港國際機場的巴士亦不經青沙公路（只有龍運機場巴士A線途經），而途經城門隧道、象鼻山路、德士古道、青荃路和青衣北岸公路。往返機場和新界至今則有五條機場巴士途經。至於過海路線方面，自從982X線在2012年投入服務以來，由於該路線能夠避開紅隧的交通擠塞，再加上近年東隧的塞車情況日漸惡化，使用青。有見及此，近年運輸署也安排不少原本途經上述路段的路線（182P、305、307B、682X馬鞍山方向）改道或者現有路線（680、681）設立特別班次途經青沙公路前往香港島，至今青沙公路已經有16條往返香港島及新界的巴士路線（900、907B、907C、907D、979、980A、980X、981P、982C、982X、985、985A、985B、986、988、989），而相關路線的客量不俗，所增加的班次更由途經紅隧或東隧的資源所調出的。
隨着新界東多個地區發展項目陸續落成，運輸署所建議招標路線也不乏途經青沙公路的路線，而且近年所開辦的巴士路線也傾向使用青沙公路。展望將來，青沙公路的使用率將會上升。
自青沙公路通車以來，當局一直禁止紅色小巴駛經青沙管制區。運輸署於2019年4月建議取消對紅色小巴行駛尖山隧道及沙田嶺隧道來往新界東及九龍的限制，並於10月20日上午10時起正式實施，方便市民往來沙田和九龍。公共小巴可利用連接呈祥道和青山公路－葵涌段支路，經青沙公路北行、大埔公路－沙田段北行前往新界東；若前往九龍，可取道大埔公路－沙田段南行、青沙公路南行、荔寶路南行、連翔道東行、興華街西北行到達目的地。
即使青沙公路在設計上有不少缺陷，但隨著新市鎮及九龍西部的發展，青沙公路的使用量穩步上升，在2019年，東段尖山隧道及沙田嶺隧道每日車流量超過六萬一千架次，在連接沙田區的四條行車隧道中排第三，僅次於獅子山隧道及大老山隧道；而西段南灣隧道每日車流量亦達55,040架次，昂船洲大橋每日車流量亦達54,590架次。

## 外部連結
- 運輸署-青沙公路駕駛指引
- 香港巴士大典上的相关条目：青沙公路
- 香港道路大典上的相关条目：青沙公路

| 论 编 | 香港8號幹線 |  |
| |             |  |
| 青沙公路（包括南灣隧道、昂船洲大橋、尖山隧道、沙田嶺隧道及大圍隧道） – 長青公路 – 青衣西北交匯處 – 青嶼幹線（包括汲水門大橋、馬灣高架道路、青馬大橋） – 北大嶼山公路 |             |  |
| |             |  |

| 论 编 | 青沙管制區 |  |
| |            |  |
| 青衣西北交匯處 - 長青公路 - 青沙公路（包括西青衣高架道路、南灣隧道、東青衣高架道路、昂船洲大橋、昂船洲高架道路、荔枝角高架道路、尖山隧道、青沙公路轉車站、沙田嶺隧道及大圍隧道） |            |  |